# Emiliano José
Emiliano José da Silva Filho (Jacareí, 5 de fevereiro de 1946) é um jornalista e escritor, imortal da Academia de Letras da Bahia .Formado em Comunicação pela Faculdade de Comunicação Universidade Federal da Bahia, onde fez Mestrado e Doutorado. Tem histórica militância política, desde o combate à ditadura militar (1964-1985), passando por exercício de mandatos como deputado estadual pelo PMDB-BA (1988-1989), vereador de Salvador pelo PT-BA (2000-2002), deputado estadual (PT-BA) de 2003 a 2005, e deputado federal também pelo PT de 2009 a 2011.

## Biografia
Emiliano José é paulista de nascimento, mas construiu sua vida política, jornalística e de escritor na Bahia. Membro da Ação Popular (AP), foi perseguido pela ditadura militar e viveu na clandestinidade até 1970. Havia se deslocado de São Paulo para Salvador utilizando o nome falso de Pedro Luiz Vian. Capturado pela repressão, em 23 de novembro de 1970, no bairro da Ribeira, foi levado para a sede da Polícia Federal, onde já chegou "sem camisa e ensanguentado". Era o início do processo de torturas a que seria submetido no quartel do Barbalho, até ser transferido "oficialmente" para o presídio Lemos de Brito, em 1971, para juntar-se a outros presos políticos na Galeria F.
Formou-se em Jornalismo, mestrado e doutorado pela Faculdade de Comunicação da Universidade Federal da Bahia.
Em 1980, publicou, em parceria com o também jornalista Oldack de Miranda, o livro "Lamarca: o capitão da guerrilha", sobre Carlos Lamarca, que futuramente serviria de base para o roteiro do filme Lamarca de Sérgio Rezende
Foi Suplente de deputado estadual pelo Partido do Movimento Democrático Brasileiro em 1987 até 1991, assumiu o mandato em diversos períodos. Eleito vereador em Salvador pelo Partido dos Trabalhadores em 2001 até 2004, renunciou ao mandato em Dezembro de 2002. Deputado estadual pelo PT em 2003 até 2007. Suplente de deputado federal pelo PT de 2007 até 2011, assumiu o mandato em 05/05/2009.